# Krute (wieś)
Krute (cyr. Круте) – wieś w Czarnogórze, w gminie Ulcinj. W 2003 roku liczyła 991 mieszkańców.